# Курайський хребет
Курайський хребет — гірський хребет на Східному Алтаї, вододіл річок Башкаус і Чуя. Протяжність хребта близько 140 км, максимальна висота 3412 м. На півдні хребет межує з Чуйським і Курайським степом, в бік яких уривається крутими тектонічними уступами. Складений метаморфічними породами. На південному схилі виходять континентальні пухкі осідання палеогену і неогену. Північний схил нижче гольцової зони покритий субальпійськими луками і модриновими лісами, південний — степовою рослинністю.
| Росія | Це незавершена стаття з географії Росії. Ви можете допомогти проєкту, виправивши або дописавши її. |